# Idaho Springs
Idaho Springs ist eine City im Clear Creek County in Colorado, Vereinigte Staaten, etwa 45 km westlich von Denver. Im Jahr 2010 hatte der Ort 1717 Einwohner. Die Stadt wurde 1859 zu Beginn des Goldrausches in Colorado gegründet und erlangte regionale Bedeutung als Versorgungspunkt für die umliegenden Minen.
Heutzutage liegt der Ort an der Autobahn I-70 und fungiert als eine Art "Schlafstadt" für die Angestellten des nahegelegenen Loveland-Skigebietes. Obwohl Idaho Springs die größte Stadt im Clear Creek County ist, befindet sich der County Seat in Georgetown.

## Geographie
Der Ort liegt an der Stelle, an der sich der Chicago Creek in den Clear Creek ergießt. Im Osten des Stadtgebietes mündet ebenfalls von rechts der Soda Creek.
Nach den Angaben des United States Census Bureaus hat die Stadt eine Fläche von 2,7 km², die vollständig auf Land entfällt. In Idaho Springs befindet sich an der Anschlussstelle der hier gemeinsam mit US-6 und US-40 verlaufenden I-70 an der 13th Avenue (Exit 240) das westliche Ende des Colorado State Highway 103; diese Landstraße führt allerdings von Südwesten her nach Idaho Springs hinein.

## Geschichte
Während des Pikes Peak Goldrausches entdeckte am 5. Januar 1859 der Goldgräber George A. Jackson an der Stelle des heutigen Idaho Springs Gold. Es war der erste wirklich ertragreiche Goldfund in Colorado. Der in Missouri gebürtige Jackson hatte Erfahrungen in Kalifornien gemacht und ließ sich bei seiner Suche von den Dampfwolken einiger der sich in der Nähe befindlichen heißen Quellen führen. Seinen Fund behielt Jackson einige Monate für sich, doch andere folgten ihm an seinen Grabungsort, nachdem er Ausrüstung mit Goldstaub bezahlt hatte. Die Siedlung hieß zuerst Spanish Bar und wurde wegen der heißen Quellen später in Idaho Springs umbenannt.
Den ersten Funden durch Goldwäscher folgten schon bald die Entdeckungen von Goldadern in den Felswänden auf beiden Seiten des Clear Creeks. Ein Streik der Bergarbeiter Idaho Springs’ im Mai 1903 mündete in Zusammenstöße und war einer der lokalen Schauplätze des gewalttätigen Arbeitskampfes, der unter dem Namen Colorado Labor Wars in die Geschichte einging.

## Demographie
Zum Zeitpunkt des United States Census 2000 bewohnten Idaho Springs 1889 Personen. Die Bevölkerungsdichte betrug 701,3 Personen pro km². Es gab 904 Wohneinheiten, durchschnittlich 335,6 pro km². Die Bevölkerung Idaho Springss bestand zu 94,71 % aus Weißen, 0,74 % Schwarzen oder African American, 1,06 % Native American, 0,48 % Asian, 0 % Pacific Islander, 1,54 % gaben an, anderen Rassen anzugehören und 1,48 % nannten zwei oder mehr Rassen. 5,03 % der Bevölkerung erklärten, Hispanos oder Latinos jeglicher Rasse zu sein.
Die Bewohner Idaho Springss verteilten sich auf 841 Haushalte, von denen in 27,1 % Kinder unter 18 Jahren lebten. 42,8 % der Haushalte stellten Verheiratete, 10,9 % hatten einen weiblichen Haushaltsvorstand ohne Ehemann und 42,3 % bildeten keine Familien. 33,2 % der Haushalte bestanden aus Einzelpersonen und in 8,4 % aller Haushalte lebte jemand im Alter von 65 Jahren oder mehr alleine. Die durchschnittliche Haushaltsgröße betrug 2,25 und die durchschnittliche Familiengröße 2,87 Personen.
Die Bevölkerung verteilte sich auf 23,1 % Minderjährige, 9,1 % 18–24-Jährige, 30,3 % 25–44-Jährige, 28,0 % 45–64-Jährige und 9,5 % im Alter von 65 Jahren oder mehr. Der Median des Alter betrug 39 Jahre. Auf jeweils 100 Frauen entfielen 105,5 Männer. Bei den über 18-Jährigen entfielen auf 100 Frauen 103,9 Männer.
Das mittlere Haushaltseinkommen in Idaho Springs betrug 39.643 US-Dollar und das mittlere Familieneinkommen erreichte die Höhe von 48.790 US-Dollar. Das Durchschnittseinkommen der Männer betrug 35.446 US-Dollar, gegenüber 22.688 US-Dollar bei den Frauen. Das Pro-Kopf-Einkommen belief sich auf 20.789 US-Dollar. 6,7 % der Bevölkerung und 2,2 % der Familien hatten ein Einkommen unterhalb der Armutsgrenze, davon waren 5,4 % der Minderjährigen und 13,4 % der Altersgruppe 65 Jahre und mehr betroffen.

## Sehenswürdigkeiten
- Argo Tunnel, Gold Mill und Museum
- Edgar Experimental Mine, ein Schulungsbergwerk der Colorado School of Mines
- Phoenix Goldmine
- Statue der Cartoon-Figur Steve Canyon

## Persönlichkeiten
- Joseph H. August (1890–1947), Kameramann